# The Empire Strikes Back (саундтрек)
Зоряні війни. Епізод V: Імперія завдає удару у відповідь (саундтрек) (англ. Star Wars Episode V: The Empire Strikes Back Soundtrack) — саундтрек композитора Джона Вільямса до фільму «Зоряні війни. Епізод V. Імперія завдає удару у відповідь».
Композиції були записані Лондонським симфонічним оркестром під керівництвом Джона Вільямса в період з грудня 1979 — по січень 1980 року.
Вперше саундтрек був виданий у травні 1980 року, за 5 днів до прем'єри стрічки.
Того ж року композиція під назвою «The Imperial March (Darth Vader's Theme)» була номінована на премію Оскар.
Пізніше саундтрек офіційно був двічі перевиданий (у 1997 та 2004 році).

## Перший реліз
- На пластинках з форматом LP.

### 1-а сторона
1. Star Wars (Main Theme) — 5:49
2. Yoda's Theme — 3:24
3. The Training of a Jedi Knight — 3:17
4. The Heroics of Luke and Han — 6:18

### 2-а сторона
1. The Imperial March (Darth Vader's Theme) — 2:59
2. Departure of Boba Fett — 3:30
3. Han Solo and the Princess — 3:25
4. Hyperspace — 4:02
5. The Battle in the Snow — 3:48

### 3-а сторона
1. The Asteroid Field — 4:10
2. The City in the Clouds — 6:29
3. Rebels at Bay — 5:23
4. Yoda and the Force — 4:01

### 4-а сторона
1. The Duel — 4:07
2. The Magic Tree — 3:32
3. Lando's Palace — 3:52
4. Finale — 6:28

Загальна тривалість: 74:34

## Видання на CD
1. The Imperial March (Darth Vader's Theme) — 3:00
2. Yoda's Theme — 3:27
3. The Asteroid Field — 4:10
4. Han Solo And The Princess — 3:26
5. Finale — 6:25
6. Star Wars (Main Theme) — 5:48
7. The Training Of A Jedi Knight — 3:05
8. Yoda And The Force — 4:02
9. The Duel — 4:03
10. The Battle in the Snow — 3:48

Загальна тривалість: 41:23

## Зоряні війни: Антологія саундтреків
- В 1993 році компанія «Twentieth Century Fox» випустила чотири диски CD, на яких було зібрано найкращі композиції з оригінальної трилогії Зоряних війн (музика до IV, V та VI епізодів).

1. 20th Century Fox Fanfare with CinemaScope Extension (Альфред Ньюман, 1954) — 0:22
2. Main Title/The Imperial Probe (Extended version) — 7:58
3. Luke's Escape — 3:34
4. Luke's Rescue — 1:45
5. The Imperial March (Darth Vader's Theme) — 2:59
6. The Battle in the Snow — 3:45
7. Luke's First Crash — 4:12
8. The Rebels Escape Again — 2:59
9. The Asteroid Field — 4:14
10. Yoda's Theme — 3:26
11. Han Solo and the Princess — 3:26
12. The Training of a Jedi Knight — 3:13
13. The Magic Tree — 3:32
14. Yoda and the Force — 4:02
15. City in the Clouds — 6:50
16. Lando's Palace — 3:52
17. The Duel — 4:14
18. Hyperspace — 4:03
19. Finale/End Credits — 6:18

- Також в музичному альбомі вміщено декілька «додаткових» треків.

## Спеціальне видання

### Перший диск
1. 20th Century Fox Fanfare — 0:22
2. Main Title/The Ice Planet Hoth — 8:09
3. The Wampa's Lair/Vision of Obi-Wan/Snowspeeders Take Flight — 8:44
4. The Imperial Probe/Aboard the Executor — 4:24
5. The Battle of Hoth — 14:48
  1. The Ion Cannon — 4:01
  2. Imperial Walkers — 3:38
  3. Beneath the AT-AT — 4:01
  4. Escape in the Millennium Falcon — 3:08
6. The Asteroid Field — 4:15
7. Arrival on Dagobah — 4:54
8. Luke's Nocturnal Visitor — 2:35
9. Han Solo and the Princess — 3:26
10. Jedi Master Revealed/Mynock Cave — 5:44
11. The Training of a Jedi Knight/The Magic Tree — 5:16

Загальна тривалість: 62:43

### Другий диск
1. The Imperial March (Darth Vader's Theme) — 3:02
2. Yoda's Theme — 3:30
3. Attacking a Star Destroyer — 3:04
4. Yoda and the Force — 4:02
5. Imperial Starfleet Deployed/City in the Clouds — 6:04
6. Lando's Palace — 3:53
7. Betrayal at Bespin — 3:46
8. Deal with the Dark Lord — 2:37
9. Carbon Freeze/Darth Vader's Trap/Departure of Boba Fett — 11:50
10. The Clash of Lightsabers — 4:18
11. Rescue from Cloud City/Hyperspace — 9:10
12. The Rebel Fleet/End Title — 6:28

Загальна тривалість: 61:44